# 倉吉市立山守小学校
倉吉市立山守小学校（くらよししりつ やまもりしょうがっこう）は、かつて鳥取県倉吉市関金町堀にあった公立小学校。
2016年に関金小学校と統合し閉校した。

## 沿革
- 1873年（明治6年）11月10日 - 堀学校設立。[2]
- 1876年（明治9年）3月22日 - 大鳥居学校と合併し、南谷学校設立、堀支校を設置。
- 1882年（明治15年）10月1日 - 堀分校、明高分校を設置。
- 1887年（明治20年）4月14日 - 湯関学校と合併し、松河原尋常小学校設立、堀・明高分校は簡易小学校となる。
- 1890年（明治23年）4月1日 - 堀簡易小学校が山守尋常小学校と改称。
- 1919年（大正8年）4月 - 山守尋常高等小学校と改称。
- 1941年（昭和16年）4月1日 - 国民学校令により山守国民学校と改称。
- 1944年（昭和19年）4月 - 野添分教場を設置。
- 1947年（昭和22年）4月1日 - 学制改革により山守村立山守小学校と改称、山守中学校を併設。
- 1953年（昭和28年）4月1日 - 矢送村・南谷村・山守村が合併し町制施行し東伯郡関金町発足に伴い、関金町立山守小学校と改称、山守中学校を鴨川中学校へ統合。
- 1974年（昭和49年）4月 - 野添分校を廃止。
- 1975年（昭和50年） - 笹野季節間分校開設。
- 1987年（昭和62年） - 笹野季節間分校を廃止。
- 1988年（昭和63年） - 第3回里見まつりで関金子供歌舞伎を披露。[3][4]
- 2005年（平成17年）3月22日 - 関金町が倉吉市に編入され、倉吉市立山守小学校と改称。
- 2016年（平成28年）3月31日 - 関金小学校との統合に伴い閉校。

## 通学区域
- 関金町野添、関金町米富、関金町小泉、関金町福原、関金町明高、関金町堀、関金町今西

## 進学先中学校
- 倉吉市立鴨川中学校

## 交通アクセス
- 日交バス関金線「山守小学校前」下車[5]